# Марко Тотев
Марко Тотев Петков е български юрист и общественик.

## Биография
Роден е през 1858 г. във Велико Търново. Той е началник на канцеларията на руския губернатор в Търново, съдия в Търново, инспектор към Министерство на правосъдието, депутат в Четвъртото велико народно събрание през 1893 г. и окръжен управител на град Бургас през 1900 г.
Марко Тотев е блестящ адвокат и няма нито едно загубено дело, като стихията му са гражданските дела. Негови пледоарии дълги години са еталон за блестяща защита за студентите в Юридическия факултет на Софийския университет. В търновския адвокатски регистър от 1895 г. под № 1 е вписано името на Марко Тотев. Заради изключителната му компетентност е поканен от представители на международната параходна компания „Холанд Америка“ да защитава интересите на компанията в България.
Като единствен син завършва пети клас (най-високото за времето си образование) във Велико Търново. Става писар в съда. Поради отличните си делови качества е назначен за секретар на руския губернатор на Търново, където се отличава със своята начетеност. Завършва право и започва като мирови съдия в горнооряховското село Паскалевец. Става инспектор към новосъздаденото Министерство на правосъдието, член на Ловешкия и Търновския окръжен съд. Членува в Стамболовата партия и е редовен оратор на събранията ѝ в Търново. Известен е с перфекционизма и педантичността си относно работата. Дори осъжда тогавашното народно събрание заради една буква: буквата „й“ в закона за обезщетяване на учителите не била изписана правилно и това променяло смисъла.
Въпреки забележителния му живот, в българския език името му е станало нарицателно за лош късмет и несполука, поради липсата му на късмет при игра на покер.
На сватбата му с Поликсени Кабакчиева, кум им е Васил Друмев. Марко и Поликсени имат двама сина: Георги и Никола, и двамата достигат чин генерал.